# Rumänische Eishockeyliga 2009/10
Die Saison 2009/10 war die 80. Spielzeit der rumänischen Eishockeyliga, der höchsten rumänischen Eishockeyspielklasse. Meister wurde zum insgesamt zwölften Mal in der Vereinsgeschichte der SC Miercurea Ciuc.

## Modus
In der Hauptrunde absolvierte jede der sechs Mannschaften insgesamt 20 Spiele. Die vier bestplatzierten Mannschaften qualifizierten sich für die Finalrunde, deren Teilnehmer sich alle wiederum für die Playoffs qualifizierten, in denen der Meister ausgespielt wurde. Für einen Sieg nach regulärer Spielzeit erhielt jede Mannschaft drei Punkte, bei einem Sieg nach Overtime gab es zwei Punkte, bei einem Unentschieden einen Punkt und bei einer Niederlage nach regulärer Spielzeit null Punkte.

## Hauptrunde

### Tabelle
|    | Klub                        | Sp | S  | OTS | OTN | N  | T   | GT  | Punkte |
| -- | --------------------------- | -- | -- | --- | --- | -- | --- | --- | ------ |
| 1. | SC Miercurea Ciuc           | 20 | 18 | 0   | 1   | 1  | 236 | 34  | 55     |
| 2. | Steaua Bukarest             | 20 | 17 | 1   | 0   | 2  | 156 | 40  | 53     |
| 3. | SCM Brașov                  | 20 | 12 | 0   | 0   | 8  | 119 | 68  | 36     |
| 4. | Progym Gheorgheni           | 20 | 7  | 1   | 0   | 12 | 63  | 102 | 23     |
| 5. | Sportul Studențesc Bukarest | 20 | 2  | 0   | 1   | 17 | 44  | 217 | 7      |
| 6. | CSM Dunărea Galați          | 20 | 1  | 1   | 1   | 17 | 53  | 210 | 6      |

Sp = Spiele, S = Siege, OTS = Siege nach Overtime, OTN = Niederlagen nach Overtime, N = Niederlagen

## Finalrunde
|    | Klub              | Sp | S | OTS | OTN | N | T  | GT | Punkte |
| -- | ----------------- | -- | - | --- | --- | - | -- | -- | ------ |
| 1. | SC Miercurea Ciuc | 6  | 4 | 0   | 1   | 1 | 25 | 15 | 44     |
| 2. | Steaua Bukarest   | 6  | 4 | 1   | 0   | 1 | 22 | 14 | 43     |
| 3. | SCM Brașov        | 6  | 3 | 0   | 0   | 3 | 24 | 19 | 21     |
| 4. | Progym Gheorgheni | 6  | 0 | 0   | 0   | 6 | 8  | 31 | 0      |

Sp = Spiele, S = Siege, OTS = Siege nach Overtime, OTN = Niederlagen nach Overtime, N = Niederlagen

## Playoffs

### Halbfinale
- SC Miercurea Ciuc - Progym Gheorgheni 12-1, 12-2 8-0
- Steaua Rangers - SCM Fenestela Brașov 4-3, 6-2, 5-2

### Spiel um Platz drei
- SCM Fenestela Brașov - Progym Gheorgheni 6-1, 4-3, 5-4, 3-0

### Finale
- SC Miercurea Ciuc - Steaua Rangers 3-2, 5-2, 4-2, 0-1, 2-3, 6-3